# IJsclubterrein Schinkel
IJsclubterrein Schinkel in Amsterdam was van 1937 tot 1989 de natuurijsbaan van de Amsterdamsche IJsclub (AIJC) . 
De club had een terrein bij de Schinkel achter het Olympisch Stadion in gebruik, dat onder water werd gezet in de winter om een ijsvlakte te laten ontstaan. De weg daarheen kreeg daarom in 1949 de naam IJsbaanpad. In de zomer was het terrein in gebruik als camping. Op het vroegere terrein van de ijsclub bevinden zich nu tennisbanen.